# Crater Rim Road
Pour les articles homonymes, voir Crater.
La Crater Rim Road ou Crater Rim Drive est une route des États-Unis située à Hawaï, sur l'île du même nom, au sommet du Kīlauea. Route circulaire, elle permet d'effectuer le tour de la caldeira du Kīlauea et du cratère du Kīlauea Iki. Elle est connectée à la Chain of Craters Road, une autre route se dirigeant vers le sud-est et permettant de gagner le rift Est du volcan, et à la Hawaii Route 11. La Crater Rim Road offre de nombreux points de vue sur les différents cratères qu'elle longe et elle dessert le centre des visiteurs du parc national des volcans d'Hawaï, le Volcano House, l'observatoire volcanologique d'Hawaï et le Jaggar Museum.

## Caractéristiques
La Crater Rim Road est située aux États-Unis, dans le Sud-Est de l'archipel, de l'île et de l'État d'Hawaï. Elle se trouve sur le Kīlauea dont elle fait le tour de la caldeira sommitale et du cratère voisin du Kīlauea Iki. Administrativement, elle fait partie du district de Kaʻū du comté d'Hawaï, sa portion entre la Chain of Craters Road et le tunnel de lave Thurston marquant la limite entre les districts de Kaʻū et de Puna, et elle est entièrement incluse dans le parc national des volcans d'Hawaï,.
En forme de boucle et entièrement goudronnée, elle comporte plusieurs parkings situés à proximité des nombreux points de vue et sites touristiques. Son altitude varie peu et reste entre 1 100 et 1 250 mètres environ,. En raison de l'activité volcanique, une bonne partie de la route est toutefois interdite d'accès. Certaines portions sont en effet survolés par le panache volcanique du Halemaʻumaʻu qui est notamment chargé de soufre et de cendres volcaniques. Ces rejets interagissent avec l'eau de pluie et forment des pluies acides à l'origine du désert de Kaʻū situé au Sud-Ouest de la caldeira,. Ainsi, toute la partie Sud-Ouest de la route est fermée, entre l'observatoire volcanologique d'Hawaï et le carrefour avec la Chain of Craters Road.

## Parcours

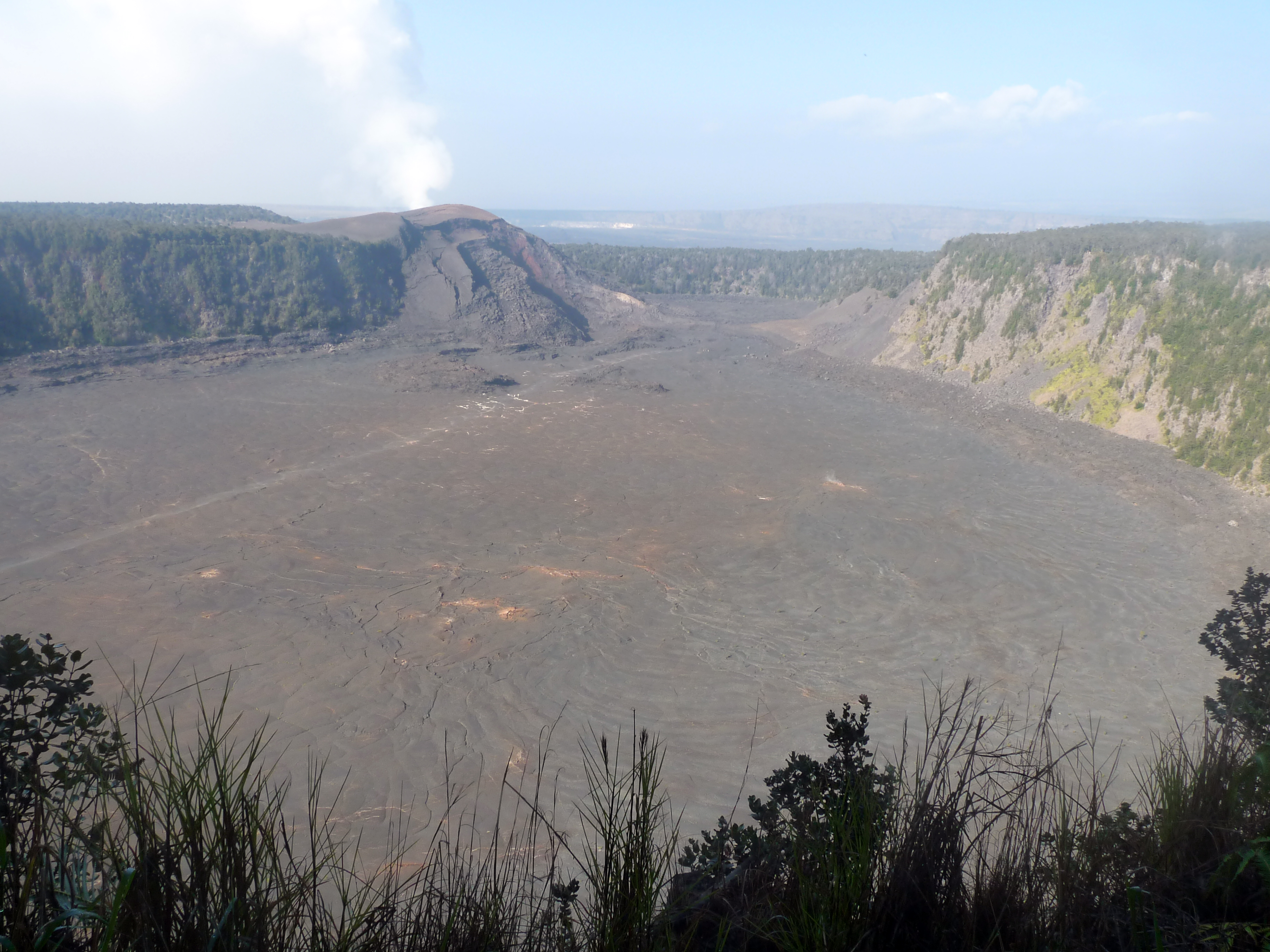
Le Kīlauea Iki vu depuis le Kīlauea Iki Overlook sur la Crater Rim Road.

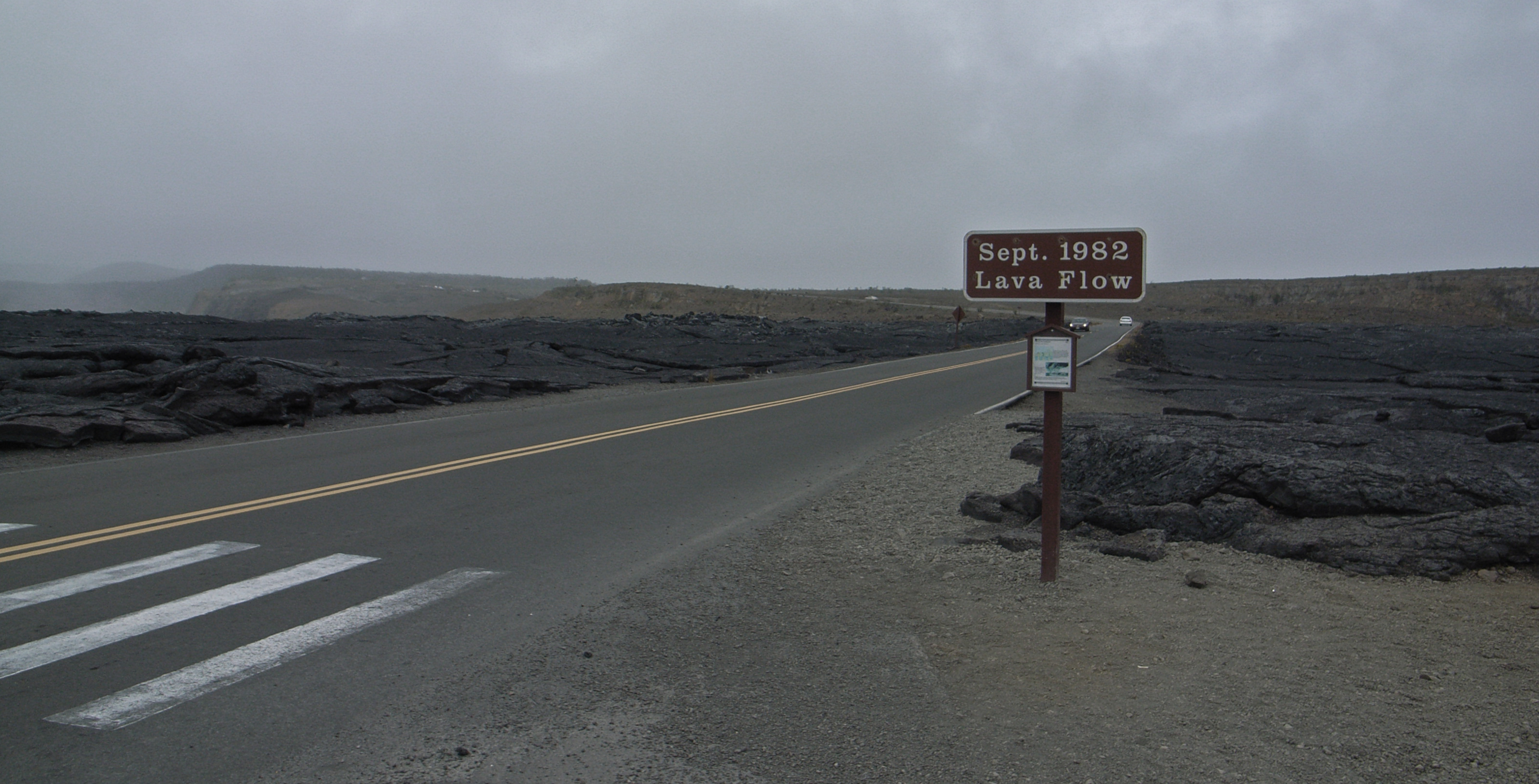
La Crater Rim Road dans le sud de la caldeira du Kīlauea, à l'endroit où elle coupe la coulée de lave de 1982.

En partant du carrefour avec la petite jonction avec la Hawaii Route 11 et où se trouve la porte d'entrée du parc national des volcans d'Hawaï au nord-est de la caldeira et tout en se dirigeant dans le sens horaire, la Crater Rim Road se dirige vers le Sud-Est à travers la forêt tropicale. Elle longe la Hawaii Route 11 et arrive au Kīlauea Iki Trailhead, un point de vue sur le Kīlauea Iki, sur le rebord Nord-Est de ce cratère et qui constitue le point de départ du Kīlauea Iki Trail. Après quelques centaines de mètres, la route rejoint un autre parking qui permet de gagner le tunnel de lave Thurston et où se croisent plusieurs sentiers dont le Kīlauea Iki Trail et le Crater Rim Trail. De là, la route prend une direction vers le sud puis l'ouest. Sur la droite, une première petite impasse mène à une des deux extrémités de la Devastation Trail, un court sentier de randonnée situé au pied du Puʻu Puaʻi, le cône volcanique du Kīlauea Iki. Un peu plus loin, un carrefour marque le début de la Chain of Craters Road qui se dirige vers le sud en direction de l'océan Pacifique,. En face de cette route, une seconde impasse transformée en parking marque le début du Devastation Trail et du Byron Ledge Trail.
Quittant les abords du Kīlauea Iki, la Crater Rim Road poursuit sa route vers l'ouest, passe entre le cratère Keanakākoʻi situé au sud et le rebord méridional de la caldeira du Kīlauea qu'elle longe. Cette portion de la route est marquée par plusieurs petits dégagements à chaque point de vue et par le paysage qui devient de plus en plus aride et minéral. Un important parking sur la droite de la route a été aménagé dans la caldeira, juste au sud du Halemaʻumaʻu. Ce parking coupe le Halemaʻumaʻu Trail qui traverse la caldeira du nord-est au sud-ouest. En empruntant ce sentier sur 300 mètres vers le nord, le point de vue sur le rebord du Halemaʻumaʻu est atteint. La Crater Rim Road coupe ensuite des coulées de lave dont les plus récentes datent de 1982, quitte le fond de la caldeira en gravissant son rebord occidental puis se dirige vers le nord. Après avoir traversé une nouvelle fois le Crater Rim Trail, elle atteint l'Uwēkahuna, le point culminant du Kīlauea qui s'élève à 1 246 mètres d'altitude,. Un parking permet d'accéder au Jaggar Museum adjacent à l'observatoire volcanologique d'Hawaï et qui offre un point de vue sur l'ensemble de la caldeira et ses environs. Continuant vers l'est, elle laisse sur la droite une petite impasse menant au Kīlauea Overlook, un autre point de vue sur la caldeira, puis sur la gauche une petite route de service connectée à la Hawaii Route 11 et interdite au public puis dépasse le Kilauea Military Camp avant d'arriver à un parking sur la droite. De là, un court sentier amène les visiteurs sur le rebord du Steaming Bluff, une portion de la falaise de la caldeira qui présente de nombreuses fumerolles. Un peu plus loin, la route est traversée par le Sulphur Banks Trail, un autre sentier qui mène au Sulphur Banks, un ensemble de fumerolles soufrées. Juste après être passé devant le centre d'accueil des visiteurs du parc national sur la gauche et le Volcano House sur la droite, la Crater Rim Road rejoint le carrefour qui permet d'accéder à la Hawaii Route 11.